# War Game (2024)
War Game is een Amerikaanse documentaire uit 2024 van Jesse Moss en Tony Gerber.
De film is gebaseerd op de bestorming van het Amerikaanse Capitool in 2021. Een groep politici en een groep veteranen spelen het scenario van 2021 na, maar met een paar andere parameters. In dit geval is de zittende president herkozen en worden de activisten gesteund door een deel van het leger.
Het "spel" bootst niet de daadwerkelijke bestorming na, maar de situatie in de situation room. De president moet samen met zijn staf in 6 uur zorgen dat het ratificatieproces alsnog kan beginnen. Grote vraag is daarbij, of dat de zogenaamde insurrection act ingezet moet worden, waarbij het leger politietaken overneemt.

## Rolverdeling
| Acteur         | Personage                       | Opmerking                              |
| -------------- | ------------------------------- | -------------------------------------- |
| Steve Bullock  | President John Hotham           | voormalig gouverneur van Montana       |
| Wesley Clark   | Chairman, Joint Chiefs of Staff | voormalig Opperbevelhebber van de NAVO |
| Linda Singh    | Chief, National Guard Bureau    | Maryland National Guard                |
| Alex Vindman   | spelconsultant                  |                                        |
| Heidi Heitkamp | senior advisor to the President | voormalig senator van North Dakota     |
| Kris Goldsmith | Red Cell Leader                 |                                        |